# Урсула фон дер Ляєн
У́рсула фон дер Ля́єн, також Ла́єн (нім. Ursula Gertrud von der Leyen Німецька: [ˈʊʁzula ˈɡeːɐ̯tʁuːt fɔn deːɐ̯ ˈlaɪən] ( прослухати), до шлюбу Альбрехт, нім. Albrecht; нар. 8 жовтня 1958, Іксель, Брюссельський столичний регіон, Бельгія) — німецька політична діячка, член Християнсько-демократичного союзу, міністр оборони Німеччини у 2013—2019 роках; з 1 грудня 2019 року — президент Європейської комісії. За поданням Європейської ради фон дер Ляєн була обрана на посаду президента Європейської комісії Європейським парламентом 16 липня 2019 року.

## Біографія
Урсула Альбрехт народилася в багатодітній сім'ї (шестеро братів і сестер) і провела майже все дитинство у Брюсселі (Бельгія), де її батько працював у Єврокомісії. Батько, Ернст Альбрехт (1930—2014) — колишній прем'єр-міністр федеральної землі Нижня Саксонія. Є нащадком знатного роду бременського барона Людвіга Кнопа (1821—1894), який у XIX столітті займався торгівлею бавовною.
Урсула фон дер Ляєн належить до лютеранської церкви.

### Родина
З 1986 року Урсула Альбрехт одружилася з професором медицини Гайком фон дер Ляєном — нащадком знатного роду фон дер Ляєн з Крефельда. З 1987 до 1999 року в шлюбі народилося семеро дітей: Давід (нар. 21 серпня 1987), Софі (нар. 2 листопада 1989), Марія (нар. 28 березня 1992), близнюки Йоганна і Вікторія (нар. в США 20 березня 1994), Егмонт (нар. 12 березня 1998), Грація (нар. 25 жовтня 1999).

## Освіта
Після закінчення гімназії Урсула фон дер Ляєн розпочала навчання із археології. 1977 року вона вивчала макроекономіку в Геттінгенському університеті та Вестфальському університеті імені Вільгельма у Мюнстері. У 1978 році Федеральне управління кримінальної поліції Німеччини сповістило батька Урсули Ернста Альбрехта, — а це були часи активної діяльности терористичної Фракції Червоної Армії (RAF), — що його дочка в небезпеці. Урсула була змушена покинути Німеччину і навчатися під прізвищем Rose Ladson та наглядом Скотленд-Ярду в Лондонській школі економіки. 1980 року Урсула фон дер Ляєн знову змінює напрямок навчання і розпочинає навчання у Ганноверській медичній вищій школі, де 1987 року склала державний іспит та отримала дозвіл на ведення лікарської практики була асистентом лікаря-гінеколога у відділенні гінекології у клініці свого навчального закладу. Закінчивши аспірантуру в Ганноверському університеті імені Лейбніца 1991 року, отримала докторський ступінь із медицини.
З 1994 року, після народження близнят (вже будучи матір'ю трьох дітей), фон дер Ляєн більше не поверталась до медичної кар'єри. З 1992 до 1996 року сім'я проживала в Каліфорнії, де її чоловік викладав у Стенфордському університеті. З 1998 до 2002 року Урсула фон дер Ляєн працювала науковою співробітницею Фрідріха Вільгема Шварца у відділі епідеміології, соціальної медицини та дослідження із охорони здоров'я у Ганноверській вищій медичній школі, де 2001 року здобула магістерський ступінь з медицини.

## Політична діяльність

### Партійна діяльність
Урсула фон дер Ляєн є членом партії Християнсько-демократичного союзу (ХДС) з 1990 року. У період з 1996 до 1997 року брала участь у технічній групі ХДС землі Нижня Саксонія; опісля — у робочій групі лікарів ХДС землі Нижня Саксонія.
На федеральному з'їзді партії ХДС у Дюссельдорфі у грудні 2004 року, після несподіваної поразки Геманна-Йосефа Аренца у першому турі, фон дер Ляєн була обрана до президії ХДС. З 15 листопада 2010 до 29 листопада 2019 року — заступник федерального голови ХДС. На голосуванні 2018 року політична діячка отримала найнижчу кількість голосів на цю посаду 57,47 % у порівнянні з 72,4 % у 2016 та 70,5 % 2014 року.

### Комунальна політика
З 2001 до 2004 року Урсула фон дер Ляєн належала до міської ради міста Зенде, була головою фракції ХДС. Окрім того, вона була членом Регіональної асамблеї регіону Ганновера та головою Комітету з питань охорони здоров'я та лікарень.

### Депутат ландтагу та міністр соціальної політики землі Нижня Саксонія (2003—2005)
2003 року на виборах до ландтагу землі Нижня Саксонія Урсула фон дер Ляєн отримала прямий мандат у виборчому окрузі Лерте. З 4 березня 2003 року була міністром соціальних справ, жінок, сім'ї та здоров'я в уряді землі Нижня Саксонія під керівництвом прем'єр-міністра Крістіана Вульффа. Оскільки фон дер Ляєн стала міністром федерального уряду Німеччини, вона відмовилася від свого мандата в грудні 2005 року.
Попри масові протести, з 1 січня 2005 року фон дер Ляєн скасувала виплату людям з вадами зору в землі Нижня Саксонія. Її наступниця Мехтільд Росс-Лютманн повернула ці виплати 2007 року, які, проте, були значно нижчими.

### Депутат у Бундестазі
На виборах 2009, 2013 та 2017 років Урсула фон дер Ляєн висувала свою кандидатуру від другого виборчого округу міста Ганновера. На цих виборах їй завжди вдавалося здобути перемогу у своїх конкурентів із СДП. Фон дер Ляєн ставала депутатом Бундестагу за списками землі Нижня Саксонія.

### Міністр у Федеральному уряді Німеччини (2005—2019)

#### Міністр у справах сім'ї, людей похилого віку, жінок та молоді Німеччини (2005—2009)
З 17 серпня 2005 року Урсула фор дер Ляєн була у команді ХДС/ХСС у справах сім'ї та охорони здоров'я на федеральних виборах 2005 та належала до виборчої команди Ангели Меркель. 22 листопада 2005 року фон дер Ляєн склала присягу, ставши міністром у справах сім'ї, людей похилого віку, жінок та молоді Німеччини у першому уряді Ангели Меркель.

#### Міністр праці та соціальних питань (2009—2013)
Після виборів до Бундестагу 2009 року фон дер Ляєн здобула посаду міністра праці та соціальних питань у другому уряді Ангели Меркель. Кандидатуру фон дер Ляєн обговорювали на посаду міністра з охорони здоров'я, яку, однак, отримав політик Вільної демократичної партії (ВДП) — Філіпп Реслер.
Фон дер Ляєн призначили на посаду міністра праці та соціальних питань 30 листопада 2009 року після відставки Франца Йозефа Юнга 30 листопада 2009 року.

#### Міністр оборони (2013—2019)
17 грудня 2013 Урсула фон дер Ляєн стала міністром оборони (і першою жінкою на цій посаді) від великої коаліції ХДС/ХСС та СДП у третьому уряді Ангели Меркель. 14 березня 2018 року вона знову стала міністром оборони від великої коаліції ХДС/ХСС та СДП у четвертому уряді Ангели Меркель. Протягом всього періоду на цій посаді фон дер Ляєн, які і її попередники, мусила розв'язувати проблеми недостатніх військових запасів німецького війська.
2019 року був сформований парламентський комітет, який розслідує численні угоди Федерального міністерства оборони про надання консалтингових послуг без дотримання закону про закупівлі, у зв'язку з цим на фон дер Ляєн подали скаргу.

### Президент Єврокомісії (2019–сьогодення)

#### Вибори на посаду президента

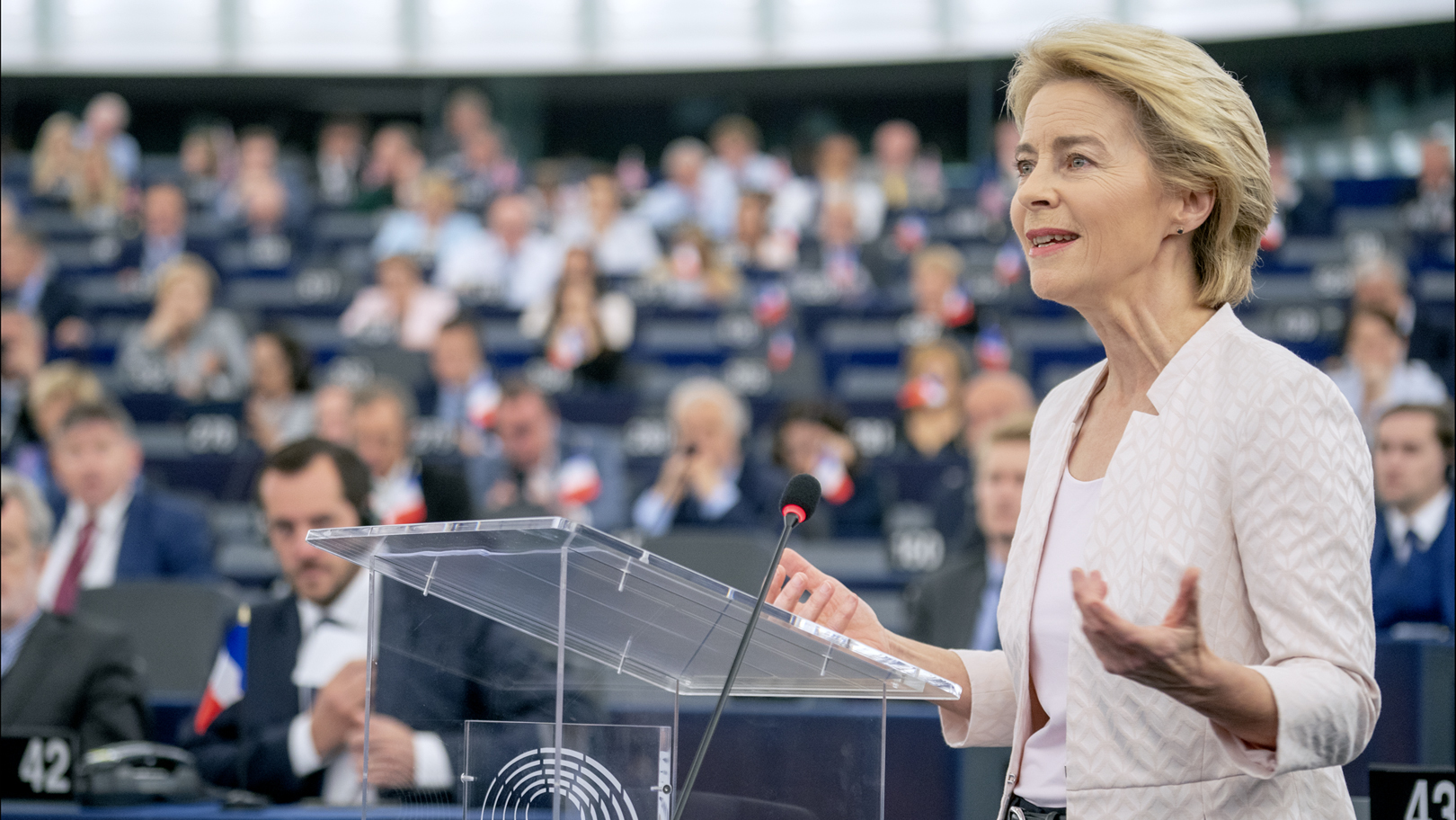
Урсула фон дер Ляєн презентує свою програму перед депутатами Європейського парламенту в Страсбурзі, 16 липня 2019

На початку липня 2019 року лідери країн Євросоюзу домовилися внести на розгляд кандидатуру фон дер Ляєн на посаду президента Європейської комісії. На пресконференції, на якій оголосили про номінацію фон дер Ляєн, президент Європейської ради Дональд Туск згадав про намір фон дер Ляєн утримати Франса Тіммерманса на посаді першого віцепрезидента Комісії під час її правління. Раніше Тіммерманс був одним із «головних кандидатів» на посаду голови Комісії. Політична діячка оголосила, що йде у відставку з посади міністра оборони Німеччини незалежно від результатів голосування в Європарламенті, щоб «на повну силу служити Європі». Вона залишила своє міністерське крісло в Німеччині 31 липня 2019 року.
16 липня затверджена Європейським парламентом на посаду президента Європейської комісії. Її кандидатуру підтримали 383 депутати (при потрібному мінімумі — 374), проти проголосували 327 членів парламенту. Фон дер Ляєн стала першою жінкою на чолі Єврокомісії з 1 грудня 2019 року, коли приступила до виконання обов'язків, а також першою німкенею після Вальтера Гальштайна, який був першим головою Єврокомісії.
Після висування кандидатури фон дер Ляєн на посаду президента Європейської комісії, Комісія забезпечила їй зарплату, офіс та персонал у Брюсселі для сприяння переговорів між європейськими інститутами щодо її обрання. Ці домовленості були продовжені, щоб забезпечити плавний перехід під час її обрання на посаду президента, доки новий Колегіум комісарів не буде затверджений Європейським парламентом і не вступить у повноваження в листопаді. З 1 грудня 2019 року фон дер Ляєн — президент Європейської комісії після майже 30 років політичної кар'єри в Німеччині.

#### Європейська політика фон дер Ляєн
Коли фон дер Ляєн жила в Брюсселі, її маленька сестра Беніта-Єва померла від раку в 11-річному віці. Вона згадувала про «величезну безпорадність своїх батьків» щодо раку, що 2019 року стало однією з причин, щоб Європейська комісія «взяла на себе ініціативу в боротьбі з раком».
Фон дер Ляєн підтримала запропоновану угоду про вільну торгівлю між Європейським Союзом та Меркосуром, яка утворювала б одну з найбільших у світі зон вільної торгівлі. Однак, експерти побоюються, що угода може призвести до більшої вирубки Амазонських лісів, оскільки вона розширює доступ на ринок бразильської яловичини. Утім, австрійський парламент відхилив цю угоду у вересні 2019 року. Також французький президент Макрон відхилив цей документ «через недотримання екологічних стандартів у країнах Меркосур та опозицію французьких фермерів».

#### Політика щодо коронавірусу
У березні 2020 року Комісія фон дер Ляєн відхилила ідею призупинити дію Шенгенської угоди з метою введення прикордонного контролю з Італією, яка на той час стала європейським центром пандемії коронавірусу. Рішення викликало критику з боку деяких європейських політиків. Після того як деякі держави-члени ЄС оголосили про закриття своїх національних кордонів для іноземних громадян через пандемію COVID-19, фон дер Ляєн заявила, що «певний контроль може бути виправданим, але загальні заборони на поїздки не вважаються найефективнішими з боку Всесвітньої організації охорони здоров'я. Крім того, вони мають сильний соціальний та економічний вплив, вони порушують життя людей та бізнес за кордоном». Фон дер Ляєн засудила рішення США про обмеження подорожей до Сполучених Штатів із Європи, яка постраждала від коронавірусу.

#### Позиція щодо протестів у Білорусі
У серпні 2020 року фон дер Ляєн закликала ввести санкції проти влади Білорусі після того, як силові структури в Мінську почали жорстоко придушувати тривалі акції протесту, спричинені офіційно повідомленими результатами президентських виборів. Трохи менше ніж через місяць грецький прем'єр-міністр Кіріакос Міцотакіс попросив санкцій проти Туреччини, назвавши позицію фон дер Ляєн щодо Білорусі очевидним прецедентом; проте фон дер Ляєн аргументувала, що Туреччина і Білорусь — «дві різні ситуації».

#### Російське вторгнення в Україну

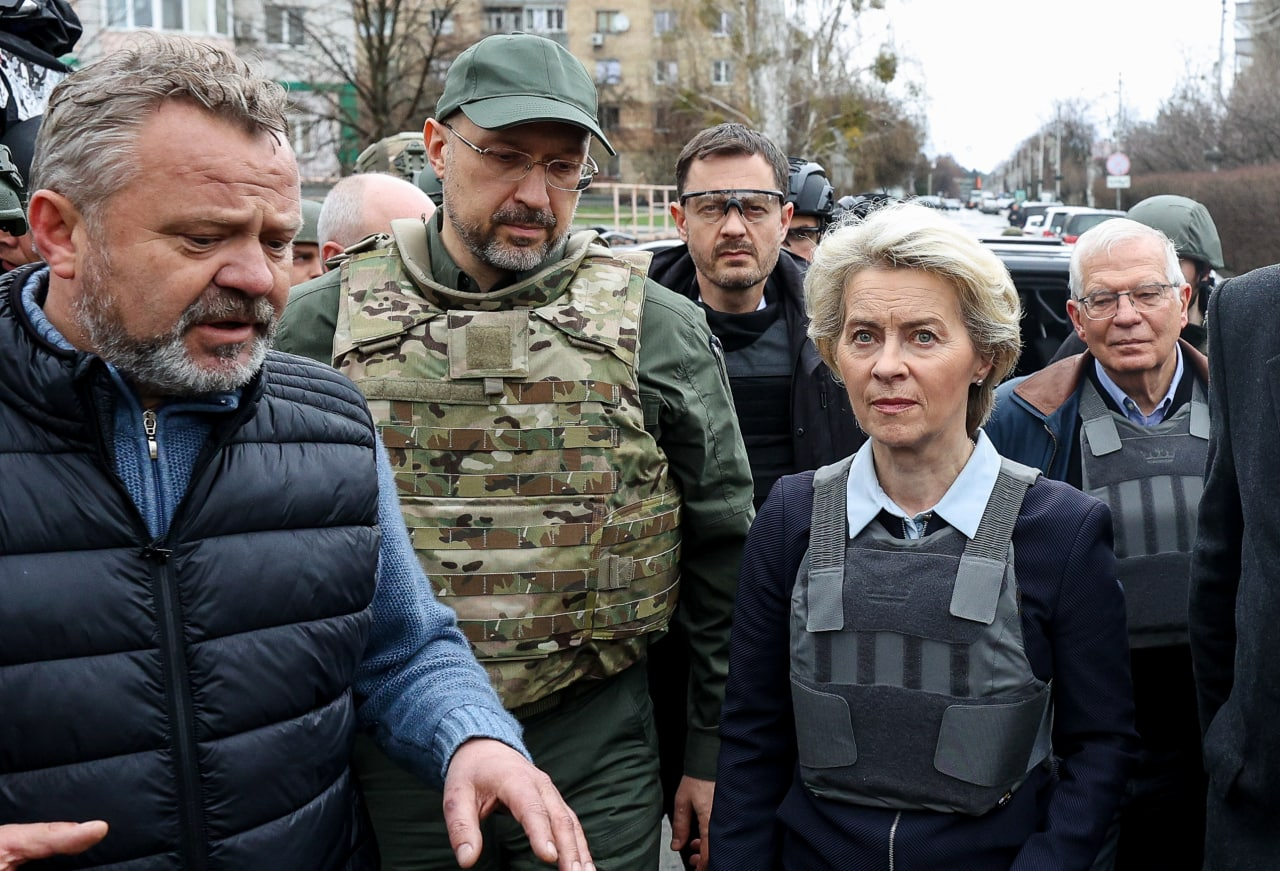
Фон дер Ляєн, Високий представник Європейського Союзу з питань закордонних справ і політики безпеки Жозеп Боррель, прем'єр-міністр Словаччини Едуард Геґер, прем'єр-міністр України Денис Шмигаль та міський голова Анатолій Федорук у Бучі, 8 квітня 2022 року.

8 квітня 2022 року в розпал російського вторгнення в Україну 2022 року Урсула фон дер Ляєн поїхала до Києва (який лише кілька днів тому спостерігав відкриті бойові дії), щоб підтримати Володимира Зеленського та його співвітчизників. Вона відвідала місце бучанської різанини, написала в Твіттері: «Моє послання українському народу: Винні у звірствах будуть притягнуті до відповідальності. Ваша боротьба — наша боротьба» і пообіцяла, що працюватиме над приєднанням України до ЄС. «Наша мета — представити заявку України на розгляд ради цього літа». Її супроводжував Жозеп Боррель, який висловив «впевненість, що країни ЄС незабаром погодяться на його пропозицію надати Україні додаткові 500 мільйонів євро для підтримки збройних сил у боротьбі з російською армією». 4 травня 2022 року вона оголосила, що Європейський Союз намагатиметься заборонити весь імпорт російської сирої нафти та нафтопродуктів. У заяві вона сказала: «Ми повинні стати незалежними від російської нафти, вугілля та газу».

#### Вступ України до ЄС
Президент Єврокомісії Урсула фон дер Ляєн після початку російського вторгнення в Україну 2022 року заявила, що Україна має стати членом Європейського Союзу, український народ належить до європейської родини, однак попереду довгий шлях і необхідно завершити війну:
|  | Україна бере участь у деяких європейських процесах, наприклад, в інтеграції українського ринку в єдиний ринок ЄС. Ми дуже тісно співпрацюємо, наприклад, в енергетиці, інших областях. Згодом Україна має вступити до ЄС, ця країна – одна з нас, і ми хочемо бачити її у європейській сім'ї. Сьогодні Європейський Союз і Україна вже є ближчими, ніж будь-коли раніше. Попереду ще довгий шлях. Ми повинні закінчити цю війну. І ми повинні говорити про наступні кроки. Але я певна: ніхто в цьому парламенті не сумнівається, що люди, які так мужньо відстоюють наші європейські цінності, належать до нашої європейської родини. І тому, дорогі члени, я кажу: хай живе Європа, хай живе вільна та незалежна Україна. |

## Політичні погляди
Урсула фон дер Ляєн підтримує відправлення військ для участі в місіях в Афганістані, ЦАР, Сирії та Малі. Обстоює створення єдиних збройних сил європейських країн, щоб посилити роль Європи в НАТО. У Білій книзі Бундесверу, де сформульовані національні інтереси Німеччини, німецькі збройні сили вбачають у Росії партнера. Урсула фон дер Ляєн заявила, що в умовах української кризи це неможливо, і хоче дати нове визначення Росії. У 2015 році Фон дер Ляєн була проти поставок зброї для України, оскільки це може стати приводом для відкритих воєнних дій в Україні з боку Росії.

## Нагороди
- Великий хрест ордена «За заслуги перед Литвою» (Литва, 2 березня 2017) — за особливі заслуги у розвитку міждержавних відносин Литви та Німеччини, зміцнення двосторонньої воєнної співпраці, особистий внесок і підтримку зміцнення безпеки Литви".[51]
- Орден князя Ярослава Мудрого I ст. (Україна, 23 серпня 2022) — за значні особисті заслуги у зміцненні міждержавного співробітництва, підтримку державного суверенітету та територіальної цілісності України, вагомий внесок у популяризацію Української держави у світі.[52]
- Міжнародна премія імені Карла Великого (2025)[53]